# 約瑟夫·馮·拉多維茲

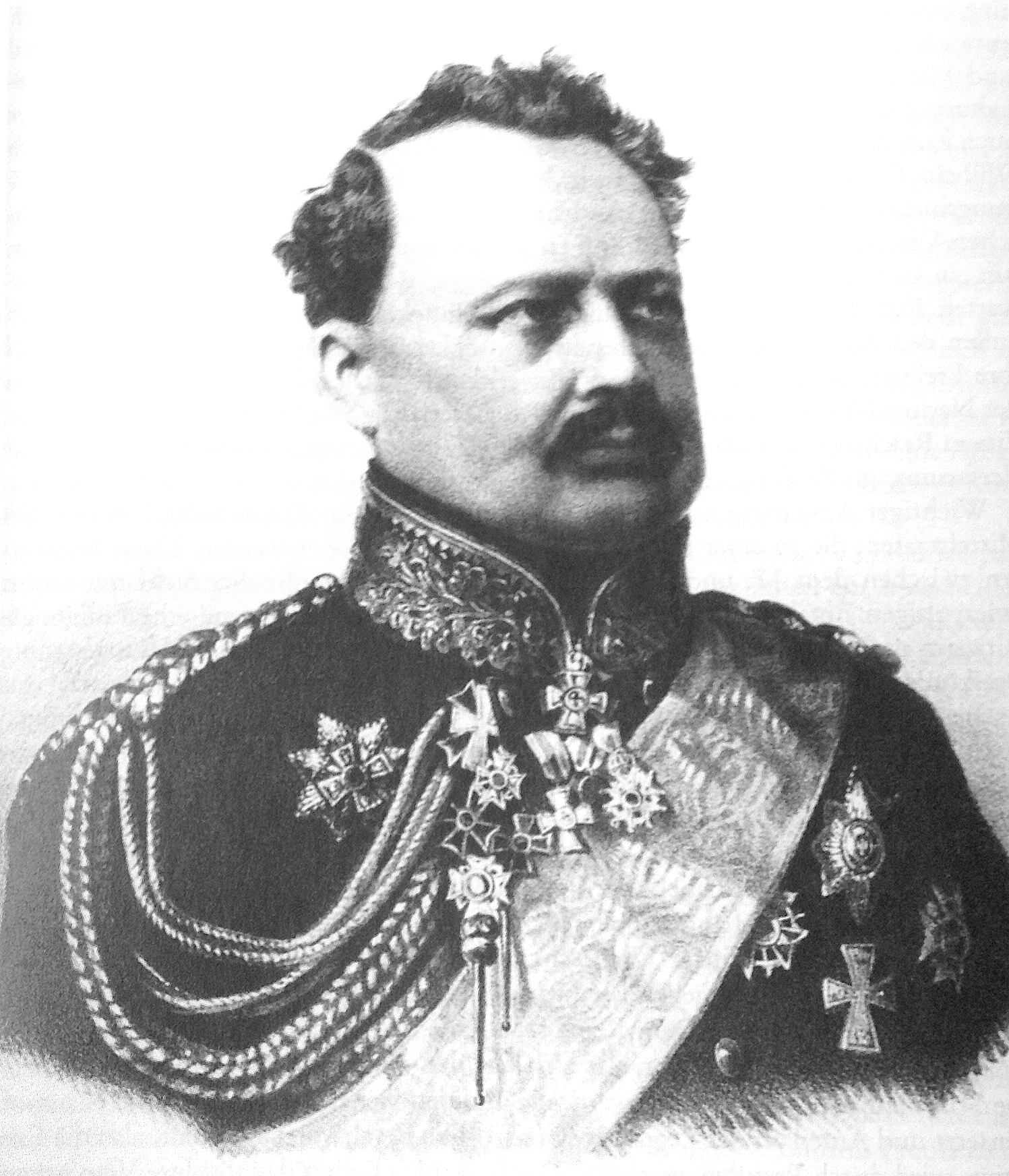
約瑟夫·馮·拉多維茲

約瑟夫·瑪麗亞·恩斯特·克利斯提安·威廉·馮·拉多維茲（Joseph Maria Ernst Christian Wilhelm von Radowitz，1797年2月6日—1853年12月25日）是普魯士政治人物，曾任普魯士外交部長，提出以普魯士為中心的德國統一。